# Phloeophila pleurothallopsis
Phloeophila pleurothallopsis är en orkidéart som först beskrevs av Friedrich Fritz Wilhelm Ludwig Kraenzlin, och fick sitt nu gällande namn av Alec M. Pridgeon och Mark W. Chase. Phloeophila pleurothallopsis ingår i släktet Phloeophila och familjen orkidéer. Inga underarter finns listade i Catalogue of Life.